# Banco Central de Bolivia

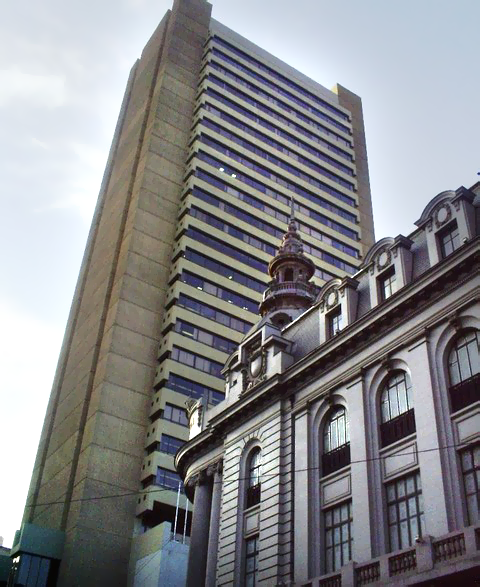
Gebäude der Banco Central de Bolivia in La Paz

Die Banco Central de Bolivia ist die Zentralbank Boliviens mit Hauptsitz in La Paz. Die Bank wurde am 1. Juni 1929 durch ein Gesetz des Präsidenten Hernando Siles gegründet.

## Gebäude
Das Gebäude der Bank ist mit einer Höhe von 107,30 m ein Wolkenkratzer. Außerdem ist es eines der höchsten Gebäude Boliviens. Der Bau begann am 1. Juli 1976 und wurde am 30. August 1980 vollendet. Das ursprüngliche Gebäude (rechts im Bild) wurde 1926 von dem Architekten Emilio Villanueva erbaut.